# Дворци и паркове на Потсдам и Берлин
Дворците и парковете на Потсдам и Берлин (на английски: Palaces and Parks of Potsdam and Berlin) са обект на световното наследство под опеката на ЮНЕСКО, намиращи се в Германия.

## Обем на световното наследство
На 29.09.1989 г. Германската демократична република подава заявление за включване на дворците и парковете на Потсдам в Списъка на световното наследство на ЮНЕСКО. На 14.06.1990 г. Федерална република Германия предлага за вписване части от крайбрежния ландшафт на река Хафел, а именно: дворцовия и градински комплекс в Глинике, както и Пауновия остров. Основа за вписването са документите за кандидатстване и съответните становища на ИКОМОС (Международен съвет за паметниците на културата и забележителните места) от април 1990 г. относно Потсдам и от октомври 1990 г. относно Берлин.
Обектът на световното наследство е разширяван два пъти. През 1992 г. в списъка на световното наследство са вписани дворецът „Сакров“ с едноименния му парк, както и „Църквата на Спасителя“. През 1999 г. световното културно наследство на Потсдам е разширено с още 14 зони, съдържащи паметници на културата, в това число „двореца и парка Линдщет“ с околната низина, руската колония Александровка с руско-православния храм-паметник „Александър Невски“, двореца Белведере на хълма Пфингстберг с „храма на Помона“, бившата „Императорска жп гара“ и „Oбсерваторията в парка Бабелсберг“, районът на село Борнщет с неговата църква и гробищен парк. Общата площ на обектите на световното наследство на Потсдам възлиза на 1 337 хектара паркове с прилежащи 150 сгради, датиращи от 1730 г. до 1916 г. Тази наситеност на обекти на световното наследство на ЮНЕСКО превръща културния ландшафт Потсдам-Берлин (обща площ 2 064 хектара) в третият по големина културен ансамбъл на ЮНЕСКО сред всички останали в Германия.

## Вреди заради междугерманската граница
Днешното световно наследство в течение на времето е попадало отчасти в съветската окупационна зона (от 1945 г. нататък), по-късно в Потсдамската околия на ГДР и отчасти в Западен Берлин. С издигането на Берлинската стена през 1961 г., Германската демократическа република превръща 30 хектара от историческия крайбрежен ландшафт на река Хафел край селището Сакров, парка Бабелсберг и Новата градина в забранени гранични зони; биват издигнати 3,6 метра високи стени и огради от бодлива тел отпред тях, също така асфалтирани патрулни пътеки за полицейски коли и наблюдателни кули. Това преобразуване на историческия пейзаж в гранична зона налага отстраняването на парковите структури и води до западането на по-големите исторически постройки. След обединението на Германия през 1990 г. несените щетите са могли да бъдат поправени.

## Уеб връзки
- Дворците и парковете на Потсдам и Берлин на уебсайта на ЮНЕСКО (на английски, френски, руски език)
- Дворци и паркове на Потсдам и Берлин на уебсайта на фондация <i>„Пруски дворци и градини Берлин-Бранденбург“</i>, стопанисваща имота (на немски, английски и френски език)
- Блясъкът на Прусия: най-красивите дворци на Бранденбург – статия на българската редакция на Дойче Веле (на български език)